# Glam (musikgrupp)
Glam (hangul: 글램) var en sydkoreansk tjejgrupp som var aktiv från 2012 till 2015.
Gruppen debuterade som fem medlemmar men bestod senast av de fyra medlemmarna Zinni, Jiyeon, Dahee och Miso.

## Medlemmar
| Födelsenamn  | Födelsenamn | Artistnamn   | Artistnamn | Födelsedatum    | Medlemstid |
| Romanisering | Hangul      | Romanisering | Hangul     | Födelsedatum    | Medlemstid |
| Senaste      | Senaste     | Senaste      | Senaste    | Senaste         | Senaste    |
| ------------ | ----------- | ------------ | ---------- | --------------- | ---------- |
| Zinni        | 지니        | Kim Jin-hee  | 김진희     | 5 maj 1986      | 2012-2015  |
| Jiyeon       | 지연        | Park Ji-yeon | 박지연     | 23 januari 1991 | 2012-2015  |
| Dahee        | 다희        | Kim Da-hee   | 김다희     | 30 mars 1994    | 2012-2015  |
| Miso         | 미소        | Lee Mi-so    | 이미소     | 7 oktober 1995  | 2012-2015  |
| Tidigare     |             |              |            |                 |            |
| Trinity      | 트리니티    | Yoon Soo-jin | 윤수진     | 5 februari 1991 | 2012       |

## Diskografi

### Singlar
| År   | Titel                    | Topplacering          |
| År   | Titel                    | Sydkorea (Gaon Chart) |
| ---- | ------------------------ | --------------------- |
| 2012 | "Party (XXO)"            | 34                    |
| 2013 | "I Like That"            | 57                    |
| 2013 | "In Front of the Mirror" | 37                    |
| 2014 | "Give It 2 U"            | —                     |